# Gastambide-Mengin monoplano
O Gastambide-Mengin monoplano (mais tarde Gastambide-Mengin I, Gastambide-Mengin II e Antoinette II), foi um avião experimental francês projetado por Léon Levavasseur. Foi o primeiro avião construído pela Antoinette. O nome vem de Jules Gastambide que financiou a companhia e Gabriel Mengin, o engenheiro do avião.

## Histórico
O primeiro avião projetado por Léon Levavasseur e construído pela Antoinette em 1907, foi um monoplano com trem de pouso em formato de triciclo. No entanto esse modelo, chamado por alguns de Antoinette I, não chegou a voar. Depois de alguns estudos e experimentos ele foi reconstruído, ficando conhecido como Gastambide-Mengin I. Era equipado com um motor Antoinette de 50 hp que acionava uma hélice em configuração por tração, ele se destacava por ter trem de pouso complexo em forma de quadriciclo. O avião fez quatro voos entre 8 e 14 de fevereiro de 1908 pilotado por um mecânico chamado Boyer, sendo o mais longo deles de 150 m.
Depois desses voos, o avião foi reconstruído entre fevereiro e agosto de 1908 como Gastambide-Mengin II (mais tarde conhecido como Antoinette II), as modificações incluíam ailerons triangulares revisados. Esse avião modificado fez três voos curtos em agosto de 1908. Um desses, no dia 21 foi o primeiro voo circular feito por um monoplano, e no dia anterior, Robert Gastambide tornou-se o primeiro passageiro a ter voado em um monoplano.
Com as lições aprendidas desse modelo, Levavasseur projetou uma família de monoplanos batizados em homenagem à Antoinette Gastambide, filha de Jules Gastambide.